# Minestrone

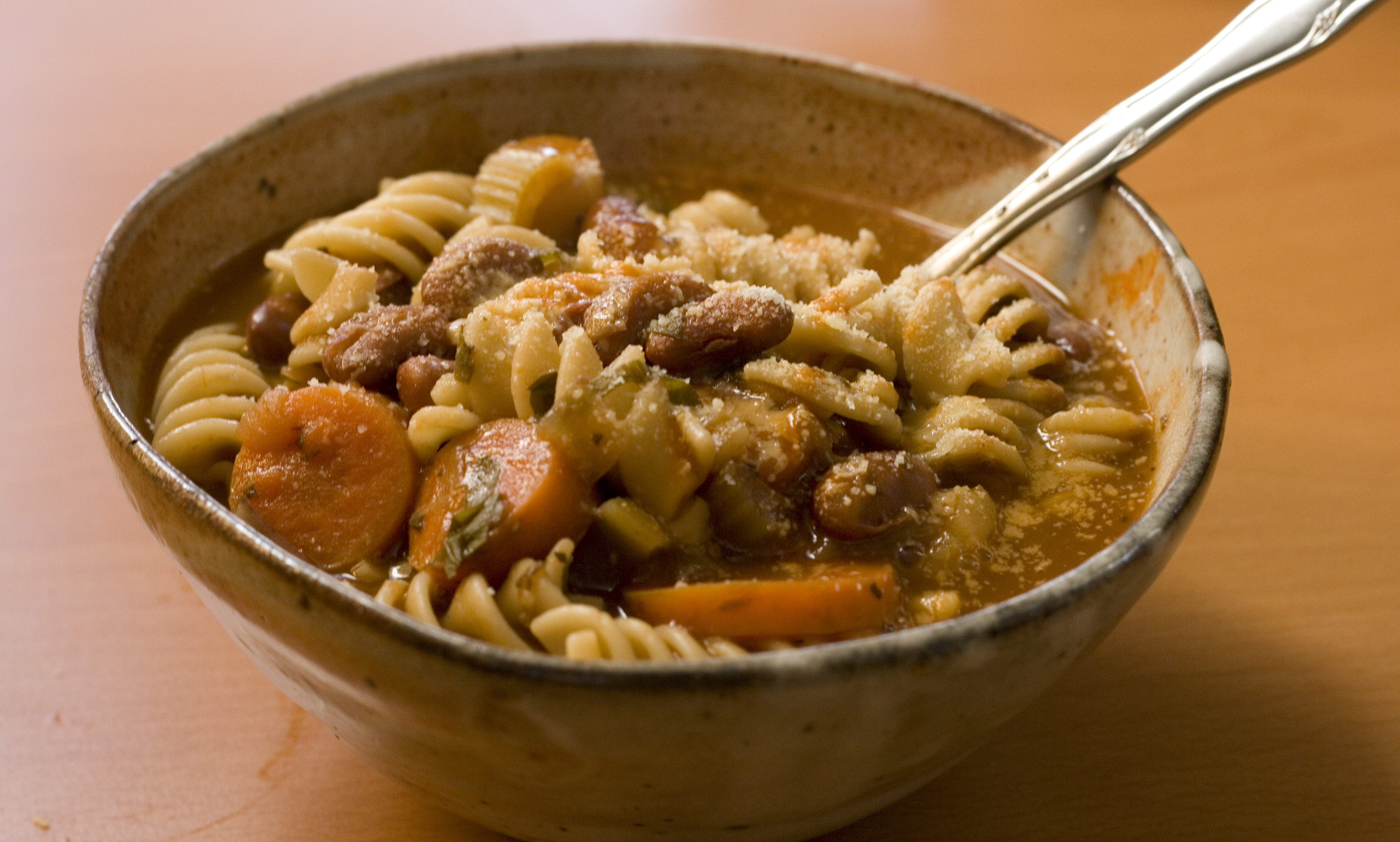
Minestrone con fusilli

Il minestrone è una minestra in brodo con verdure e legumi che può essere arricchita da pasta o riso.

## Preparazione
È caratterizzato dalla mescolanza di verdure diverse e a pezzi non finissimi (altrimenti si parla di passato di verdure). Fra gli ingredienti più comuni ci sono cipolle, carote, sedano, patate, cavolo e pomodori. Contiene spesso anche legumi, come fagioli, ceci o fave. È un piatto che varia molto a seconda della regione e della stagione. Una generica preparazione prevede un soffritto di cipolla a cui vanno unite in seguito le verdure scelte, tagliate a pezzi più o meno fini e a cui va aggiunta infine acqua o brodo a ebollizione, in cui le verdure poi cuoceranno a fuoco lento. Viene spesso arricchito con parmigiano grattugiato prima di essere servito in tavola.
Una delle varianti più famose è il minestrone alla genovese che prevede l'aggiunta del pesto prima di servirlo in tavola.

## Storia
Tradizionalmente il minestrone veniva preparato con le verdure disponibili in cucina al momento, permettendo di consumare anche quelle non freschissime, ma specialmente quelle poco digeribili senza una lunga cottura. Per questo era considerato uno dei piatti poveri per eccellenza, tipico della cucina contadina italiana. Con l'evolversi della situazione economica e delle abitudini alimentari è però con il tempo diventato un piatto apprezzato anche in altri ambienti sociali e proposto a volte anche dalla ristorazione più ricercata.

## Minestrone surgelato

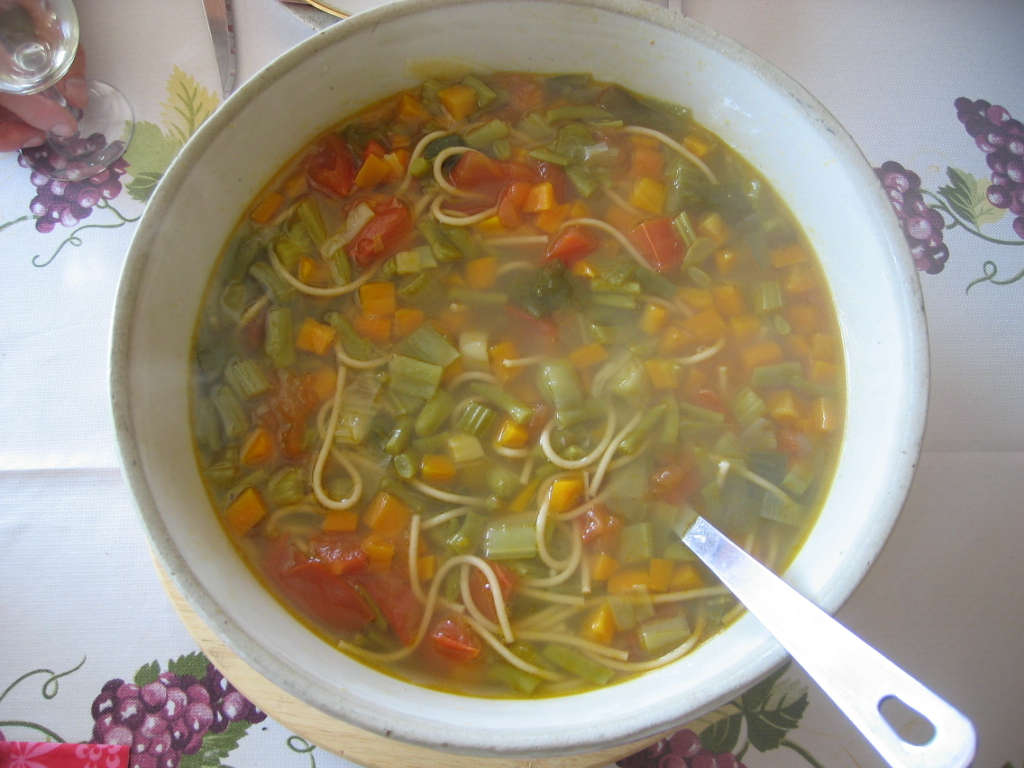
Una zuppiera di minestrone

L'insieme delle verdure pulite e tagliate per la preparazione del minestrone, crude e non condite viene anche venduto come prodotto surgelato. Il vantaggio sta nella rapidità di preparazione, ma rispetto al minestrone preparato a partire da verdure fresche quello fatto di verdure congelate viene in genere considerato meno buono.

## Nella cultura di massa
Giorgio Gaber, nella sua canzone Destra-Sinistra (1994), paragona il minestrone con la minestrina affermando che Una bella minestrina è di destra / il minestrone è sempre di sinistra.

## Varianti internazionali

### Menestrónecuadoriano
È una zuppa fatta con fagioli o lenticchie accompagnate da patate, tagliatelle, maccheroni, cipolle, pomodori e peperoni e guarnita con basilico e origano. Di solito si mangia a pranzo.

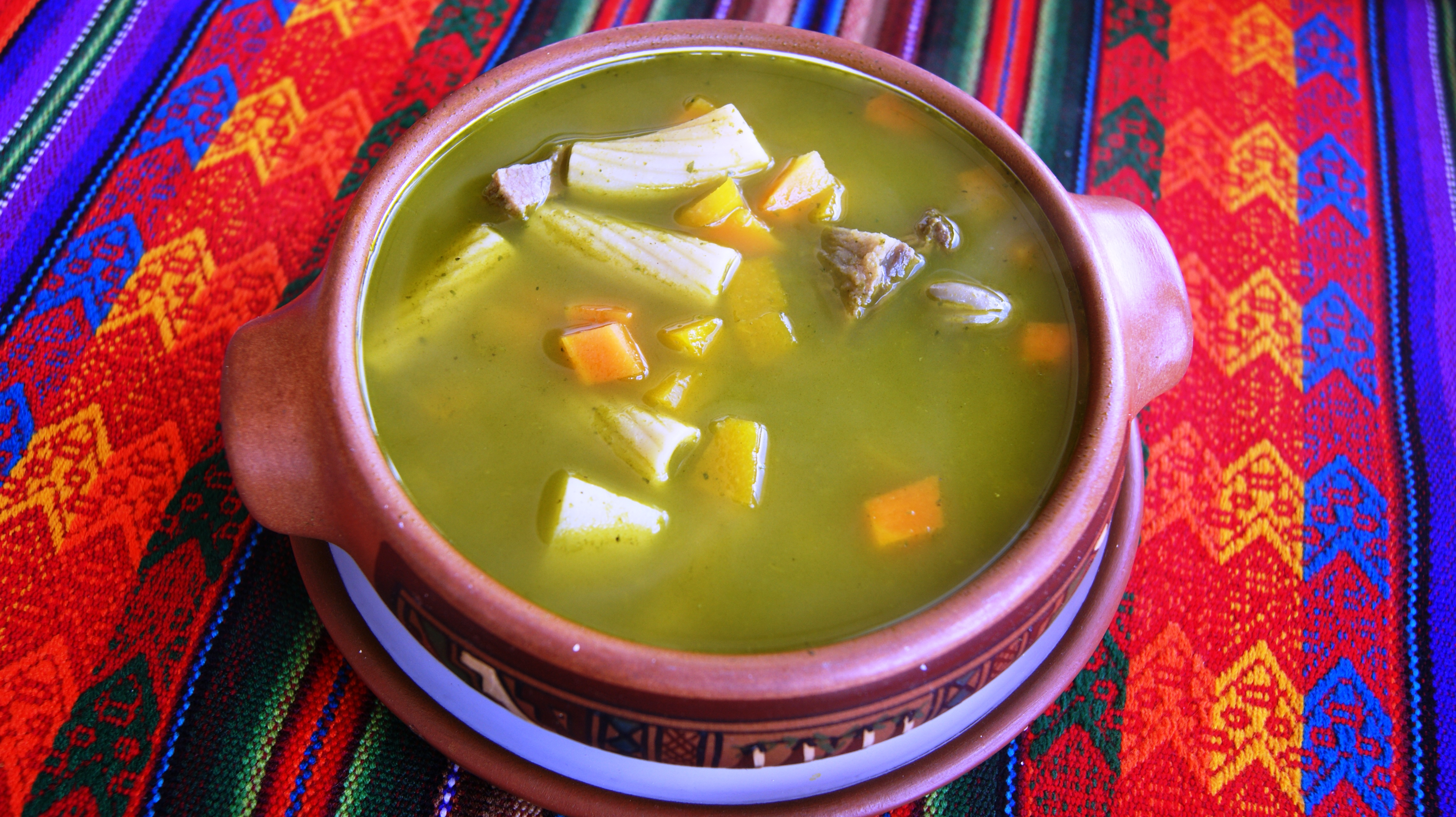
Menestrón peruviano

### Menestrónperuviano
È fatto con pasta spessa, carne, cavolo, carota, cipolla, aglio, basilico e formaggio grattugiato, ai quali sono stati aggiunti ingredienti tipicamente peruviani come, tra gli altri, mais, fagioli e patate bianche.

### Menestrónvenezuelano
È fatto con piselli secchi cotti in brodo. Di solito si ottiene una zuppa densa che contiene verdure (carote, patate, fagiolini), pasta piccola o riso e prodotti a base di carne (prosciutto a dadini affumicato, braciola di maiale affumicata, disossata e tagliata a pezzi, pancetta affumicata, salsicce). Di tanto in tanto vengono usati anche altri ingredienti come i piselli teneri, ceci, chicchi di granturco. In alcune case venezuelane è fatto con fagioli rossi.